# David L. Paterson

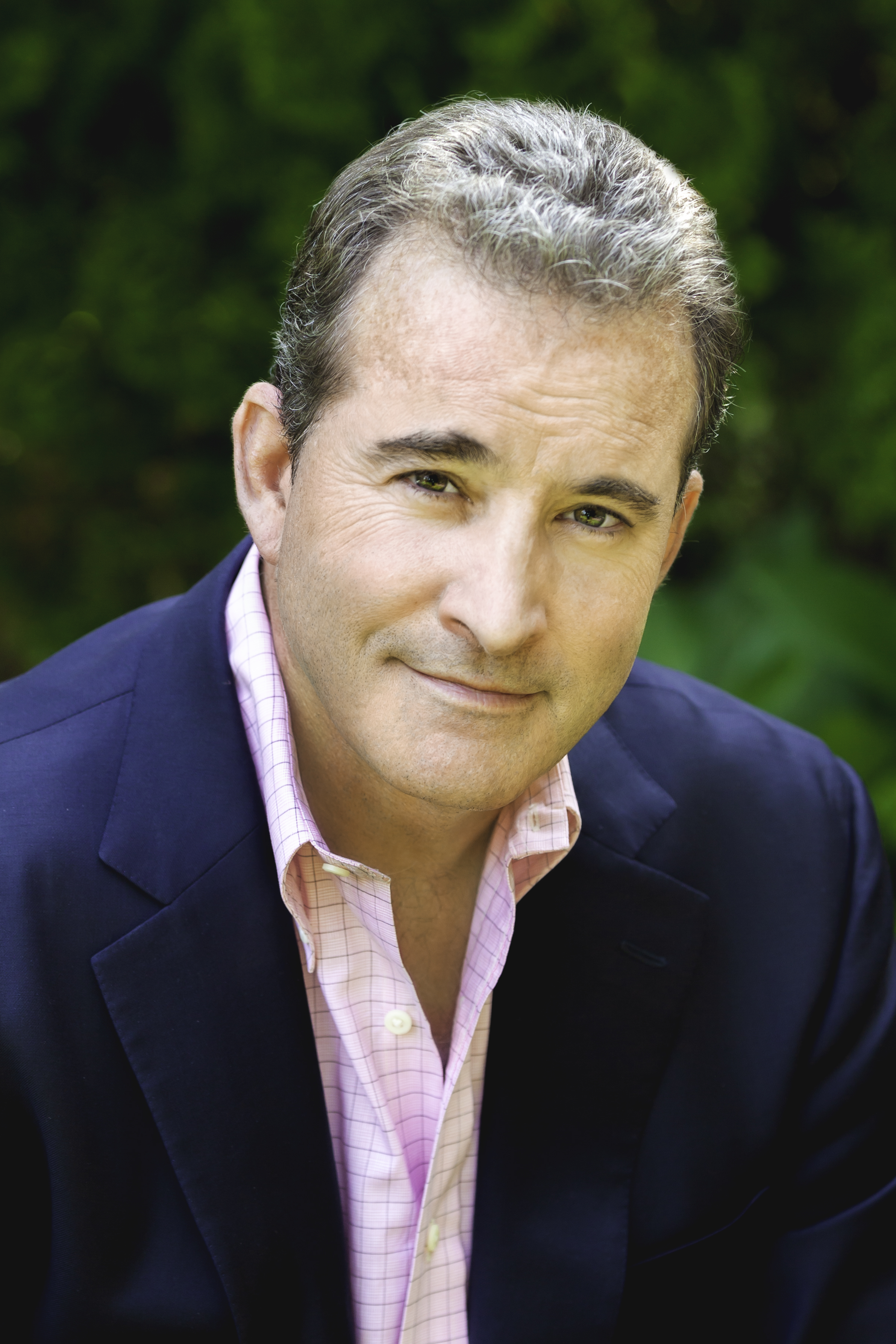
David L. Paterson

David Lord Paterson (* 1966) ist ein US-amerikanischer Drehbuchautor, Theaterautor, Schauspieler und Filmproduzent.

## Leben
Als Paterson ein Junge war, wurde seine beste Freundin, ein achtjähriges Mädchen namens Lisa Hill, von einem Blitz getroffen und starb. Seine Mutter, die Autorin Katherine Paterson, übernahm dieses Erlebnis als Grundlage ihres Kinderbuches Die Brücke nach Terabithia. David Paterson produzierte die Film-Adaptation des Kinderbuches, die 2007 herauskam, und schrieb am Drehbuch mit.
Er machte 1989 seinen Abschluss mit einem BA an der Katholischen Universität von Amerika. Paterson veranstaltete am 1. Februar 2007 spezielle Vorabvorführungen von Die Brücke nach Terabithia für die Mitglieder der CUA Gemeinschaft im AFI Silver Theatre in Silver Spring, Maryland. Als Theaterautor hat Paterson über ein Dutzend Titel bei Samuel French, Inc. veröffentlicht.